# Otakar Černý (letec)
Otakar Černý (28. listopadu 1919, Křenovice – 14. října 2009, Cambridge) byl český válečný letec, příslušník československého protinacistického odboje.

## Stručný životopis
Jako navigátor a radiotelegrafista létal nad Německem v řadách 311. československé bombardovací perutě RAF. V roce 1941 byl jeho letoun sestřelen nad Nizozemskem. V německém zajetí si získal pověst nenapravitelného útěkáře. Dvakrát uprchl z táborů pro válečné zajatce, ve druhém případě se nějakou dobu skrýval spolu s Josefem Bryksem. Po únorovém převratu byl zatčen a ve vykonstruovaném procesu odsouzen na 3 roky. Byl vězněn na Pankráci a na Borech a poté v TNP Dolní Jiřetín, odkud se dvěma dalšími vězni uprchl (podle svého vlastního tvrzení by uprchl už dříve, ale čekal, až jeho anglická manželka i se synem opustí Československo, aby se na nich komunisté nemohli mstít). Přes Německo uprchl do Anglie, kde znovu vstoupil do služeb RAF. V Anglii žil až do konce života.

## Podrobný životopis

### Rodinný background a studia (do roku 1938)
Otakar Černý se narodil 28. listopadu 1919 v Křenovicích u Slavkova. Jeho otec byl zaměstnán jako úředník u dráhy, jeho matka byla ženou v domácnosti. Kolem roku 1922, když byly Otakaru Černému asi tři roky, matka rodinu opustila, ale Otakarův otec se brzy znovu oženil. Se svou druhou manželkou vyženil nevlastní dceru Vlastu, která byla o šest let starší než Otakar a o malého Otakara se starala.
Po pátém ročníku reálky (o prázdninách) procestoval šestnáctiletý Otakar Černý na kole s kamarádem Rakousko, Itálii, Francii a Švýcarsko. V červenci 1937 (po maturitě) nastoupil Otakar Černý dobrovolně dvouletou vojenskou službu, absolvoval roční pilotní kurz v Prostějově a koncem května 1938 byl zařazen k leteckému pluku v Praze–Kbelích.

### Útěk z protektorátu
V březnu 1939 měl dvacetiletý Otakar Černý hodnost aspiranta a sloužil v kbelských kasárnách. Poté, co odmítl nabídku německých vojáků, aby létal pro luftwaffe, byl asi za měsíc propuštěn z československé armády. Následně byl přeložen do zálohy a tak odešel z Prahy domů do Křenovic. V polovině června 1939 obdržel Otakar Černý od kamaráda a příbuzného Karla Brava pohlednici z Prahy. V textu stálo: „Buď připraven 22. června kolem sedmé hodiny v Opavě, jedeme do Polska.“

### V Polsku
Svůj první útěk (za hranice protektorátu) uskutečnil Otakar Černý s pomocí železničářů na střeše nákladního vlaku. Spojka z Malých Bronowic, kde se formovala československá vojenská jednotka, čekala na smluveném místě. Dne 5. července 1939 se Otakar Černý hlásil na československém konzulátu v Krakově. Polská armáda ale československé letce do svých řad přijímat nechtěla. Zato Francouzi byli ochotni přijmout je do cizinecké legie. Ústně jim přislíbili, že do francouzského letectva by je vzali, ale jen v případě války.

### Ve Francii
Spolu s dalšími adepty se Otakar Černý přeplavil na lodi „Chrobry“ do Boulogne. Dne 21. září 1939 v Paříži pak podepsal vstup do cizinecké legie. V polovině října 1939 byl spolu s ostatními legionáři přemístěn do Tours. Tady absolvoval letecký výcvik. V květnu 1940 (po vpádu Němců do Belgie a Nizozemska) ale rychlý sled válečných událostí nedovolil nadporučíku Otakaru Černému zapojit se do bitvy o Francii. V podpalubí holandské nákladní lodě „Arry Schefer“ odplul Otakar Černý (spolu s dalšími evakuovanými letci) dne 19. června 1940 z Bordeaux do Velké Británie.

### V Anglii

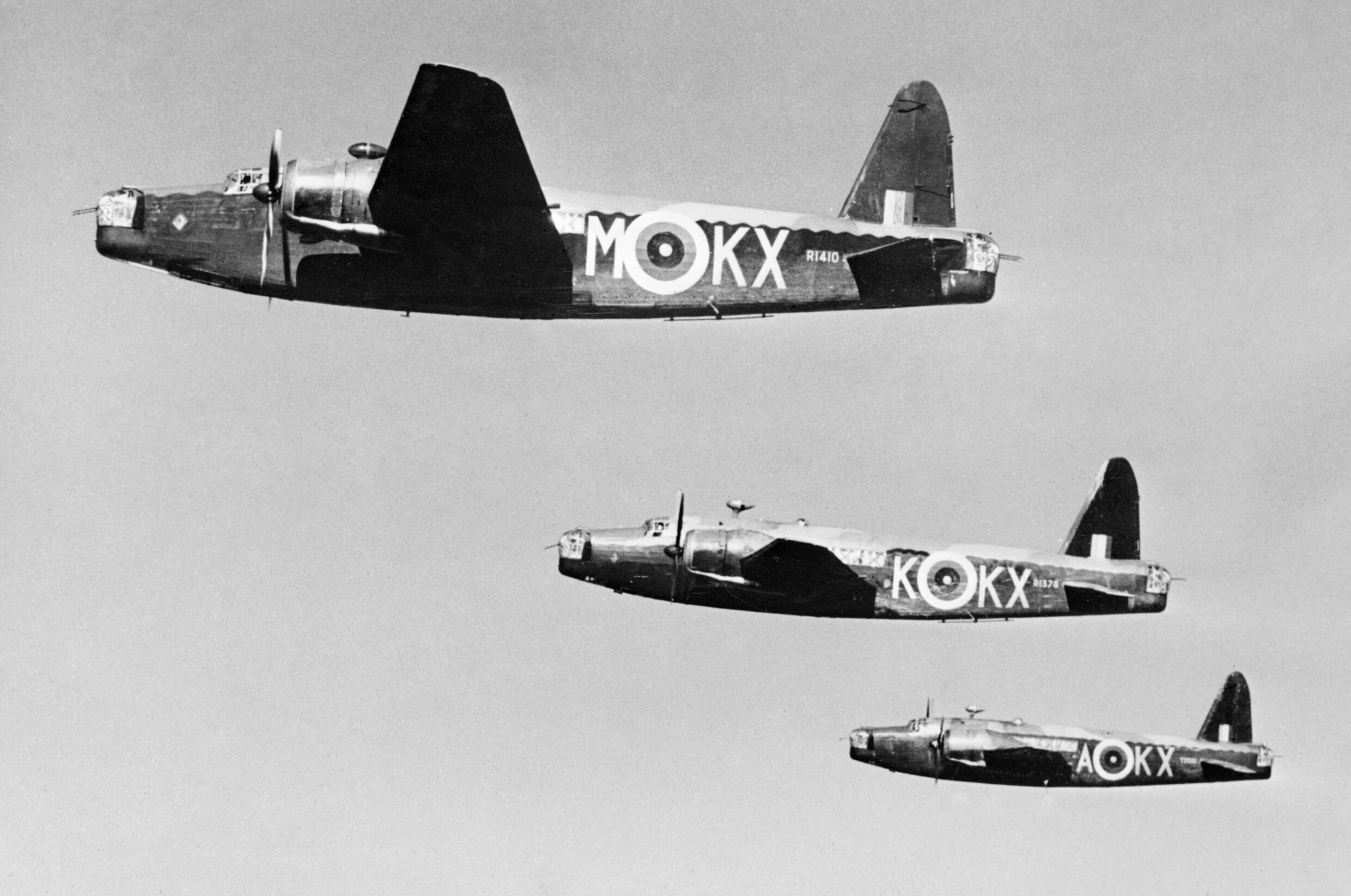
Trojice Wellingtonů Mk.IC československé 311. perutě v letu, březen 1941 (ilustrační foto)

Do Anglie dorazili Čechoslováci 22. června 1940. Otakar Černý byl 2. srpna 1940 přijat do řad Royal Air Force (RAF), kde byl přidělen k 311. československé bombardovací peruti. Otakar Černý však snil o kariéře vojenského stíhacího pilota. Ta byla ale podmíněna nalétáním 200 operačních letových hodin u „bombardérů“. Otakar Černý tedy zůstal u 311. československé bombardovací perutě jako radiotelegrafista a byl zařazen do výcviku a přeškolování na britské bombardéry typu Wellington.

### Sňatek
Po krátké známosti se Otakar Černý dne 21. prosince 1940 oženil se Rhodou Mayesovou, se kterou se seznámil při dovolené v Cambridge na jednom tanečním večeru. (Snoubenka sňatkem údajně získala jisté vázané dědictví.) Tímto sňatkem ale Otakar Černý porušil předpis československé armády, kde je uvedeno, že každý důstojník musí před svatbou získat náležité povolení nadřízených, předložit požadované dokumenty a jeho snoubenka musela být prověřena. Ignorováním tohoto předpisu se Otakar Černý vystavil vyšetřování a následnému trestnímu postihu. V polovině června 1941 nakonec dodatečně svůj sňatek legalizoval na Inspektorátu československého letectva v Londýně.

### Havárie
Přibližně v době, kdy měl Černý na palubě britského bombardovacího letounu Wellingtonu nalétáno asi 70 operačních letových hodin (a absolvoval 12 nočních náletů na nacistické Německo), nastal jeho (v pořadí 18.) operační let (v noci z 16. na 17. července 1941). Úkolem letu bylo bombardování Hamburku. Při přeletu nad Zuiderským jezerem v Nizozemsku došlo neočekávaně k výbuchu uvnitř kabiny letounu zpod pilotova sedadla. Otakar Černý seděl za navigátorem a viděl, jak se pilotovi okamžitě rozlil po nohou hydraulický olej z přerušeného potrubí vedoucího k přední věži. Na palubě letadla zhasla všechna světla a radiostanice se definitivně odmlčela. Nikdo z posádky nechápal, co se stalo, neboť tou dobou nebylo nablízku žádné nepřátelské letadlo a posádka zároveň nezaznamenala ani žádnou palbu ze země. Bombardér se stal neovladatelným a zahájil spirálový pád k zemi. Všem šesti mužům posádky se podařilo včas ze stroje vyskočit. Zadní střelec Jiří Mareš se utopil v jezeře, ale ostatní měli více štěstí a havárii přežili. 

### V zajetí
Během několika hodin Němci zadrželi všechny členy posádky, kromě Otakara Černého. Ten se úspěšně ukrýval a promýšlel plán svého útěku. Hodlal se zmocnit menšího člunu, přetáhnout jej přes silnici k moři a odtud veslovat na západ do Anglie.  Uniformu letce RAF si zakryl modrým svetrem nalezeným v dřevěné rybářské boudě, boty schoval do nohavic a takto přestrojen „za přístavního dělníka“ si druhý den na místním trhu „opatřil“ nějaké potraviny. Při návratu po silnici vedoucí po hrázi kanálu ale narazil na dvojici puškami ozbrojených německých vojáků na kolech. Ani pozdrav „Heil Hitler“ a ani odpověď na otázku kdo je („Jsem tu člunem, v přístavu mám loď a v ní všechny doklady.“) pronesená slušnou gymnaziální němčinou však neuchránily Otakara Černého před prozrazením. Byl zajištěn, uvězněn a odvezen na letiště blízko Leewardenu, kde byl vyslýchán a prohlášen za válečného zajatce. Jako každý zajatec musel uvést jméno, hodnost a osobní číslo. Nakonec byl deportován do sběrného zajateckého tábora Dulag Luft v Oberurselu u Frankfurtu nad Mohanem. Tady se setkal s ostatními členy osádky. Potom byl převezen do tábora pro britské důstojníky Oflag VIB poblíž města Warburg.

### Nezdařený útěk

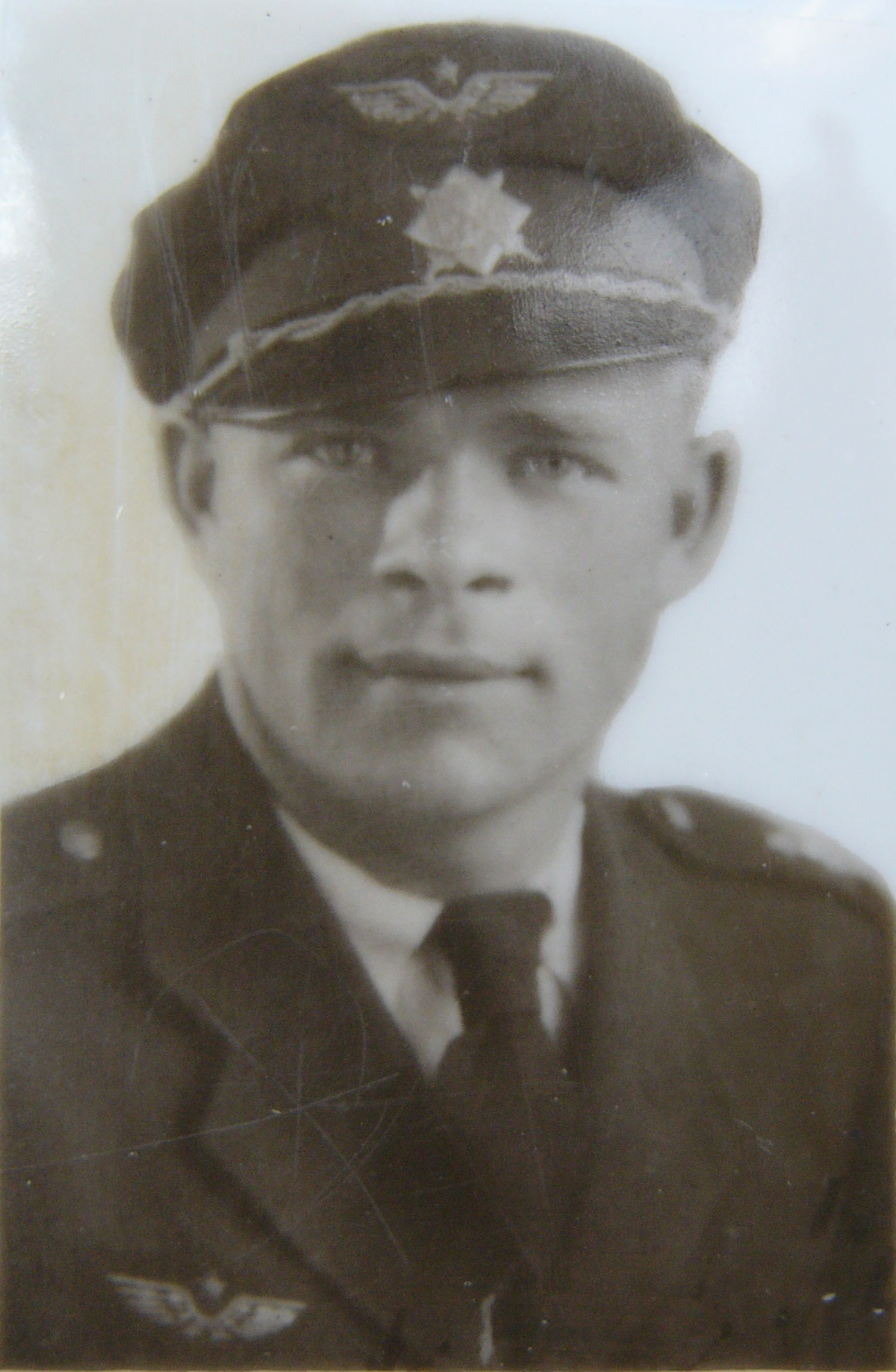
Letec RAF Josef Bryks (ilustrační foto)

Během jednoho měsíce zajatci lžícemi a noži vyhrabali tunel, který ústil těsně za ostnatými dráty. V noci z 19. na 20. dubna 1942 tunelem uprchlo šest mužů. Otakar Černý spolu s jiným českým letcem, Josefem Bryksem, zamířili přes Německo směrem na jih ke švýcarským hranicím. Postupovali pouze v noci, vyhýbali se obydleným místům, živili se jen řeřichou, která zrovna rostla na polích. Po osmi dnech na útěku se dostali k vesnici v hlubokém údolí. Nechtěli ji obcházet po kopcích, a tak se o půlnoci pokusili o její riskantní průchod. Navzdory tomu, že se skrývali za domy, byli zpozorováni a nejspíše někdo z vesničanů na ně upozornil německou hlídku. Otakar Černý byl okamžitě zadržen a odveden do místní věznice. Josef Bryks sice uprchl, ale byl (zcela vysílený) polapen o den později.
Místní věznice byla malá místnost s různým harampádím a s mřížemi na okně. Černý začal páčit mříže prknem, které v místnosti objevil. Vzniklým otvorem se hodlal protáhnout vysvlečený donaha, ale když se na akci připravil, zaštěkal pod oknem vlčák, přiběhly stráže a jeho útěk byl zmařen. Na druhý den na policejní stanici byla odhalena nepravost jeho falešných dokladů. (Černý se vydával za maďarského dělníka, který se vracel do loděnice v Karlsruhe.) V době jeho výslechu přivedli na stanici francouzské zajatce, kteří utekli z nějakého tábora. Němci se domnívali, že Černý patří k nim a jeho výslech přitvrdili. To byl okamžik, kdy Černý odkryl karty a řekl, že je z britského RAF a ukázal svoje identifikační známky. Němci se k němu začali náhle chovat slušně a odvezli jej do zajateckého tábora Stalag Luft III poblíž hornoslezského městečka Sagan, kde uviděl i několik zajatých kamarádů.

### Další útěk
Po necelém roce byl Otakar Černý přeložen do tábora Oflag XXIB Szubin na území dnešního Polska, kde se znovu setkal s Josefem Bryksem. Ihned po příchodu do tábora se Černý zapojil do budování tunelu. (Ten vedl ze záchodků tábora a ústil v bramborových polích za táborem.) V noci ze 3. na 4. března 1943 touto cestou utekl Černý, Bryks opustil tábor Szubin přibližně též tou dobou pro změnu ukryt v bečce na močůvku, kterou z tábora vyvážel jeden polský sedlák. Po měsíci putování společně dorazili do Varšavy. Od polských letců v táboře obdrželi spolehlivé adresy, které jim pomohly navázat kontakt s prolondýnským podzemním hnutím Armija Krajowa. 
Dne 2. července 1943 byli Černý i Bryks zatčeni na základě zrady jednoho polského odbojáře. Byli převezeni do varšavského vězení Pawiak, vyslýcháni a opět je zachránily identifikační štítky příslušníků RAF. Byli umístěni na samotky, ale mohli jednou měsíčně posílat poštovní kartu. Otakar Černý napsal hlavnímu britskému oficírovi do Saganu, aby jim pomohl zpět do tábora. Tak byli dne 2. října 1943 oba letci eskortou převezeni do zajateckého tábora Stalag Luft III poblíž hornoslezského městečka Sagan. Tady se oba podíleli na kopání únikových tunelů, ale při masivním útěku spojeneckých letců, který se uskutečnil v noci z 24. na 25. března 1944, se na ně nedostala řada. Podle plánu mělo uprchnout 200 mužů, ale když se jich ven dostalo 76, byla akce strážnými odhalena. Tou dobou byli Černý s Bryksem ještě v tunelu a tak se stačili vrátit zpět do budovy. 

### 1944 až 1945
Na podzim roku 1944 se nacisté rozhodli skoncovat se zajatými československými letci a 24 z nich transportovali do Prahy na úřadovnu gestapa v Petschkově paláci. Tady si i Otakar Černý po výslechu vyslechl rozsudek, jenž ho odsuzoval k trestu smrti za „pozdvihnutí zbraně proti Říši“. Britská strana ale zakročila a tak byli letci v září 1944 převezeni zpět do zajateckých táborů.  Zajatecký tábor v Colditzu byl osvobozen 16. dubna 1945 americkou armádou. Otakar Černý se vrátil do Anglie. Po čtyřech letech se konečně znovu setkal se svojí manželkou. Spolu s ní pak v srpnu 1945 odjel do osvobozeného Československa.

### V poválečném Československu
Ve vlasti se Černý zapojil do poválečné výstavby letectva. Pracoval ve Vědeckém leteckém ústavu v Letňanech. Počátkem roku 1948 se manželům Černým narodil syn Richard. Po únorovém převratu 1948 byl Otakar Černý v rámci čistek v armádě již v dubnu 1948 propuštěn z řad letectva. Dne 4. května 1948 byl zatčen, protože neoznámil plánovaný útěk svých dvou kamarádů Josefa Brykse a Josefa Čapky, kteří se chtěli dostat do Velké Británie. Ve vykonstruovaném procesu byl v únoru 1949 odsouzen na tři roky těžkého žaláře. Společně s Bryksem byli posláni do trestaneckého pracovního tábora v Dolním Jiřetíně u Mostu (TNP Dolní Jiřetín).

### Poslední útěk
Černý i Bryks plánovali útěk, ale Bryks o tom až příliš často mluvil před spoluvězni. Tak se to vedení tábora dovědělo a koncem dubna 1949 byl Bryks transportován na Bory. Černý měl za nějaký čas následovat, ale společně se dvěma dalšími muži nad ránem 7. května 1949 z tábora uprchl. Po dvou dramatických týdnech se všichni tři dostali do americké okupační zóny v Německu. Na konci června 1949 pak Otakar Černý přijel do Velké Británie, kde se opět setkal s manželkou a synem, kterým se podařilo vycestovat z Československa v prosinci 1948.

### V Anglii
V Anglii v roce 1950 znovu Otakar Černý vstoupil na pět let do služeb RAF. Poté se rozhodl pro civilní život a věnoval se rodině, která se rozrostla o dceru Sandru a dalšího syna Briana. Černý pracoval v elektrotechnickém průmyslu a ve svých 66 letech odešel (v roce 1985) do důchodu.

### Ocenění
Dne 28. října 2009 byl Otakaru Černému propůjčen in memoriam na Pražském hradě Řád Bílého lva vojenské skupiny. Ve věku 89 let dva týdny předtím v Cambridgi v kruhu své rodiny zemřel.

Otakar Černý na dobových fotografiích
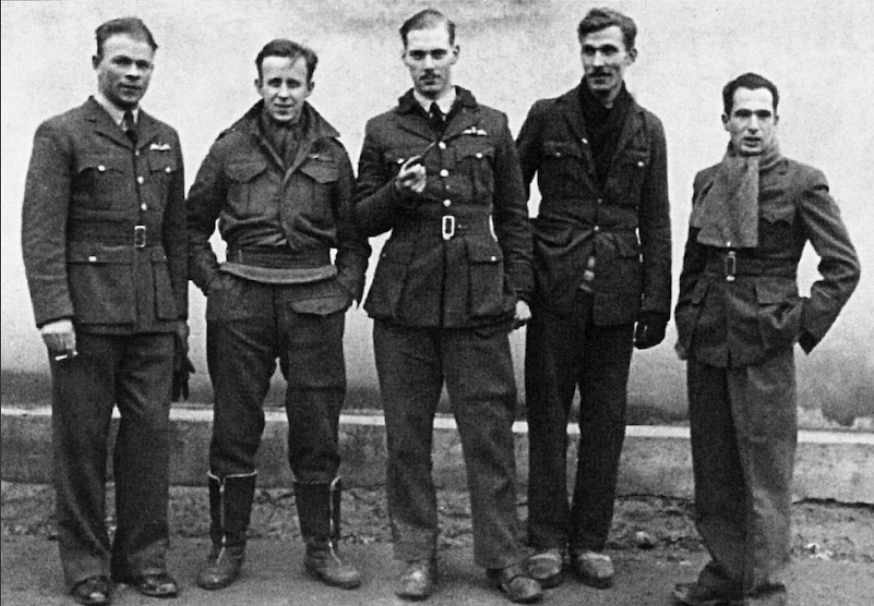
S Josefem Bryksem ve skupině zajatců v táboře Oflag XXIB poblíž Szubinu (jaro 1943)
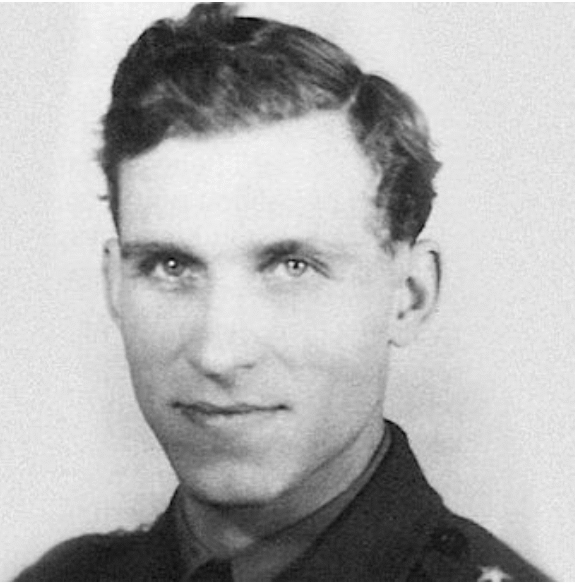
Ve věku 27 let jako kapitán letectva (1946)
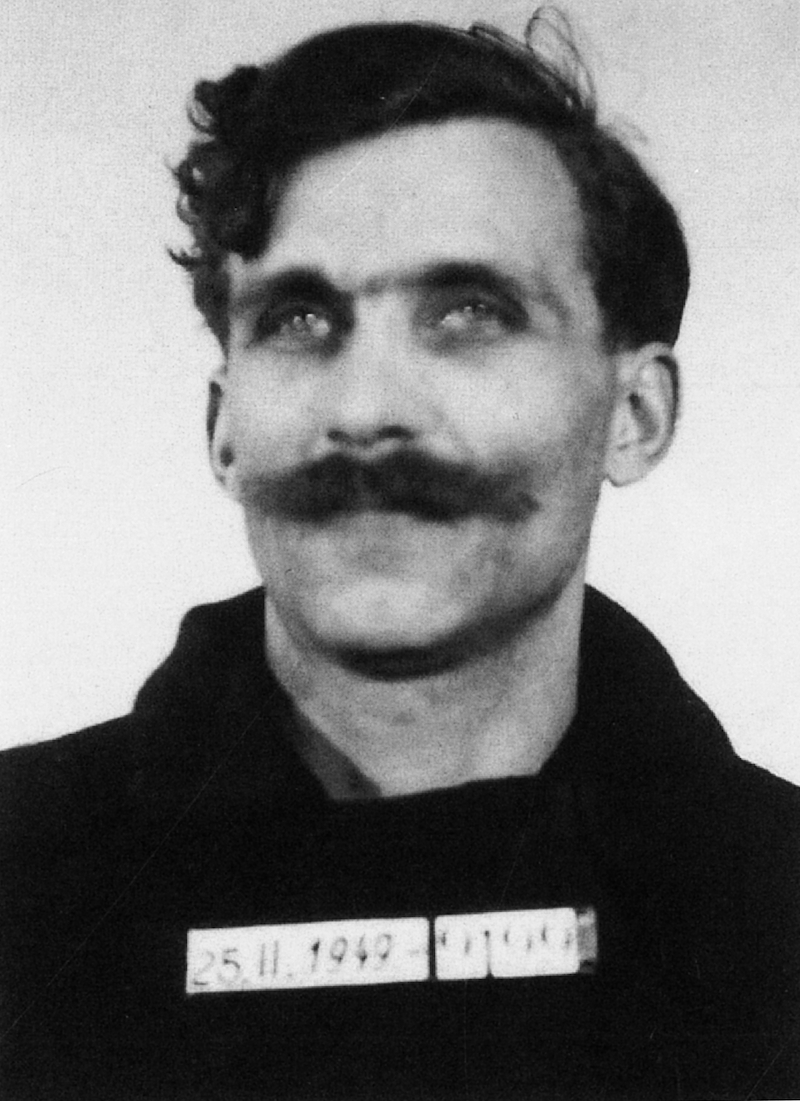
Na vězeňském snímku (Plzeň Bory, 25. února 1949)